# Высокоскоростная железная дорога Харамейн
Высокоскоростная железная дорога Харамейн (араб.  قطار الحرمين السريع‎ китар аль-харамайн аль-сариа), также известная, как Западная железная дорога или высокоскоростная железная дорога Мекка — Медина, представляет собой высокоскоростную транспортную систему междугородных железнодорожных перевозок длиной 453 километра в Саудовской Аравии. Она соединяет мусульманские святые города Мекку и Медину через экономический город короля Абдаллы, используя 449,2 километра главной линии и 3,75 километра ответвления от международного аэропорта короля Абдель Азиза (KAIA) в Джидде.
Железнодорожная линия нацелена на обеспечение безопасного и комфортного передвижения в электропоездах со скоростью 300 километров в час. Строительство началось в марте 2009 года. Официальное открытие было 25 сентября 2018 года. Линия была открыта для пассажирского движения 11 октября 2018 года. Первые два поезда, каждый из которых перевозил 417 пассажиров, отправлялись из Мекки и Медины в 8 часов утра. По словам министра транспорта Саудовской Аравии и председателя Главного управления транспорта Набиля Аль-Амуди, ожидается, что железная дорога будет перевозить 60 миллионов пассажиров в год, в том числе, около 3-4 миллионов паломников — хаджа и умры, что поможет уменьшить заторы на дорогах.

## Этимология
«Аль-Харамейн» («Две святыни»). От слова мечеть аль-Харам.

## История

### Этап 1
Контракт на проектирование и строительство был заключён в марте 2009 года c Al-Rajhi Alliance, в состав которого входят China Railway Construction Corporation (CRCC), Al Arrab Contracting Компания Ltd, Al Suwailem Company и французская строительная компания Bouygues. Стоимость контракта — 6,79 млрд риалов (1,8 млрд долларов США). Так же Scott Wilson Group должна была осуществлять управление проектом.

### Этап 2
Второй этап охватывает строительство четырёх из пяти станций. В апреле 2009 года с совместным предприятием Foster+Partners & Buro Happold был заключён контракт на сумму 38 миллионов долларов, на проектирование станций в Мекке, Медине, Джидде и международном аэропорту имени короля Абдул-Азиза. В феврале 2011 года контракты на строительство станции были переданы совместному предприятию Saudi Oger Ltd & El Seif Engineering и турецкой компанией на строительство станций Рабиг (Rabigh) и Джидда, Saudi Bin Laden построит станцию в Мекке. И контракт с компанией " Yapi Merkezi " на строительство станции Медина.

### Стадия II
2 стадия проекта включает в себя постройку оставшейся инфраструктуры, не включённой в 1 стадию: дороги, сигнализацию, телекоммуникации, электроэнергию, электрификацию и т. д. Она также включает в себя закупку подвижного состава, а также эксплуатацию и техническое обслуживание в течение 12 лет после завершения строительства.
Предварительно квалифицированные консорциумы включали в себя группу Saudi Binladin, консорциум Badr, China South Locomotive & Rolling Stock, группу Al-Shoula и Al-Rajhi Alliance. 26 октября 2011 года на организация саудовских железных дорог объявила, что саудовский-испанский консорциум Al-Shoula Group, который включает в себя Talgo, RENFE, Adif, Copasa, Imathia, Consultrans, INECO, Cobra, Indra, Dimetronic, Inabensa, OHL, Al- Shula и Al-Rhosan был выбран для контракта по поставке подвижного состава. Talgo будет поставлять 35 поездов Talgo 350, аналогичных серии 102/112, используемой на испанских высокоскоростных линиях, за 1,257 миллиарда евро (1,6 млрд включая техническое обслуживание) и ещё 23 поезда другого типа за 800 миллионов. В отличие от 112-й серии, они состоят из 13 вагонов и вмещают в себя 417 пассажиров. Renfe и Adif будут управлять поездами и линией в течение 12 лет.
Первоначально проект планировалось завершить в 2012 году, но его строительство заняло на шесть лет больше времени, чем предполагалось. Общая стоимость контракта составляет 6,736 млрд евро (приблизительно 9,4 млрд долларов США).

## Технические характеристики
Двухпутная линия электрифицирована и расчётная скорость составляет 320 километров в час. Поезда ходят со скоростью 300 километров в час, а поездка в 78 километров между Джиддой и Меккой занимает 43 минуты. А поездка между Меккой и Мединой в 449 километров занимает около 2 часов. Трасса, подвижной состав и станции предназначены для работы в диапазоне температур от 0 °C до 50 °C. Ожидается, что линия будет перевозить 60 миллионов пассажиров в год на 35 поездах с вместимостью 417 пассажиров каждый.
Организация железных дорог Саудовской Аравии поручила Dar Al-handasa подготовить концептуальный проект и тендерную документацию проекта скоростной железной дороги Харамейн (HHSR). Dar Al-handasa была назначена осуществлять надзор за строительством и управлением проекта HHSR. Проект HHSR включает в себя один туннель, 46 железнодорожных мостов, 9 вантовых мостов и 5 железнодорожных подземных переходов, 53 автомобильных путепровода, 30 автомобильных подземных переходов, 12 переходов для верблюдов, 5 станций и 3 депо.

## Подвижной состав

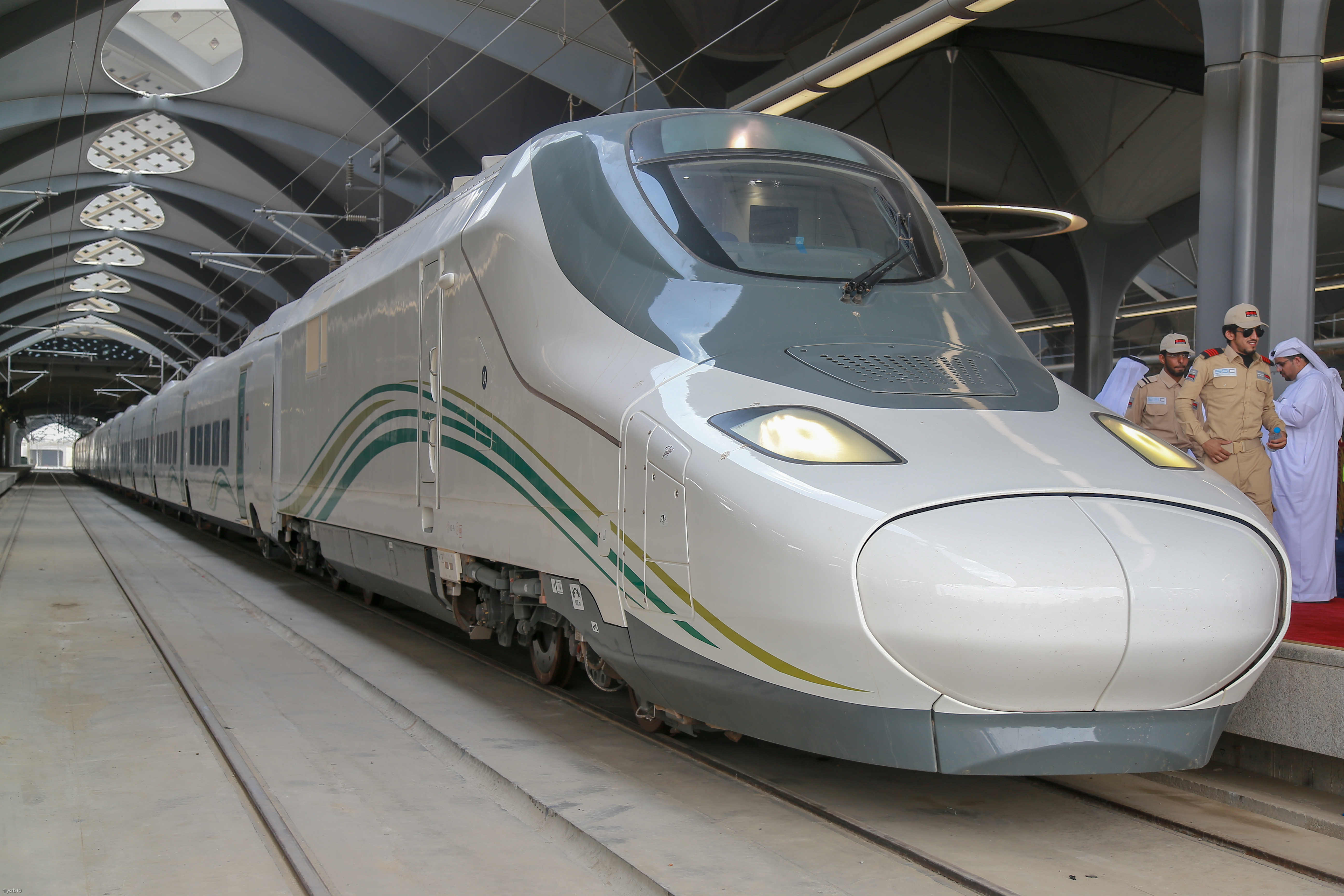
Поезд Talgo 350 SRO на станции в Джидде

Было заказано 36 испанских поездов Talgo 350 SRO, один из которых, как ожидается, будет включать в себя двухместную (гибридную) пару вагонов вместимостью до 20 или 30 VIP-персон; поезда будут ходить со скоростью 300 км/ч. Двигатели и колесные пары были изготовлены на заводах Bombardier в Испании.

## Станции
На линии 5 станций:
- Станция Медина
- Городской вокзал имени короля Абдул-Азиза в Рабиге
- Международный аэропорт имени короля Абдул-Азиза
- Станция Джидда (Naseem)
- Станция Мекка (Rusaiyfah)

Центральный вокзал Мекки расположен рядом с 3-й кольцевой дорогой, в районе Русайифа, рядом с парковкой Русайифа, вблизи Мечети аль-Харам. Центральный вокзал Джидды расположен на улице Харамейн в районе Аль-Насим. Медина имеет пассажирский вокзал. В новом международном аэропорту имени короля Абдулазиза построена станция, соединённая железнодорожной веткой.
Согласно Организации железных дорог Саудовской Аравии, станции являются «эстетически значимыми» зданиями, дизайн которых учитывает исламские архитектурные традиции. В них располагаются магазины, рестораны, мечети, автостоянки, вертолётные площадки и VIP-залы. Станции были разработаны Buro Happold & Foster + Partners.